# Коноплярство

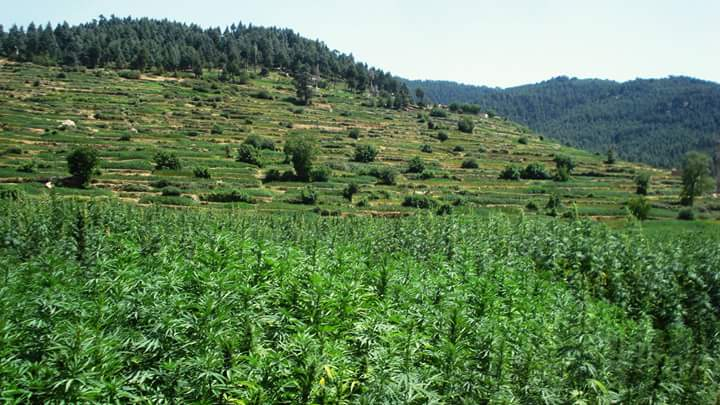
Конопляне поле у Марокко

Коноплярство — галузь рослинництва, що займається вирощуванням конопель. Найбільшу господарську цінність мають стебло та насіння конопель. У процесі переробки зі стебла виготовляють тканини та папір, а з насіння олію.
Коноплярство як галузь сільського господарства займається вирощуванням та постачанням сировини для легкої (волокна і тканини), харчової (насіння та олія), будівельної (утеплювачі) та фармацевтичної (психоактивні речовини) промисловостей.
У зв'язку з проблемою нелегального обігу наркотичних речовин широкого поширення набуло вирошування технічних безнаркотичних конопель, які зберігають всі корисні властивості окрім наркотичних, що у свою чергу значно спрощує ведення коноплярства, яке практично втратило кримінальну та нелегальну складову.

## Ботаніка
Конопля належить до роду канабіс родини Коноплеві. Він може включати три види, Каннабіс Індіка, Коноплі звичайні (система APG II) або один змінний вид. Зазвичай це дводомна (кожна особина є чоловічою або жіночою) однорічною рослиною.

## Продукція коноплярства

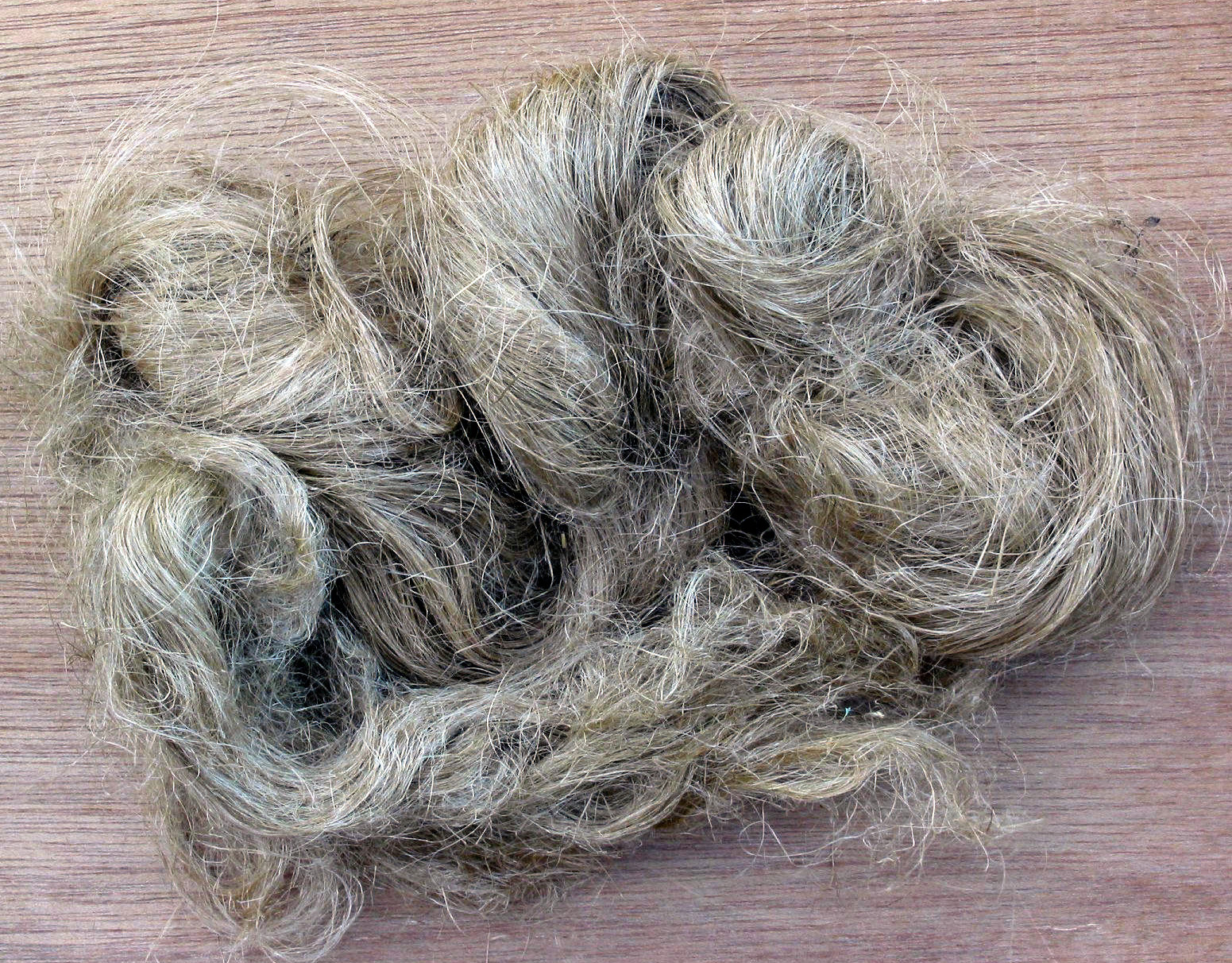
Прядиво
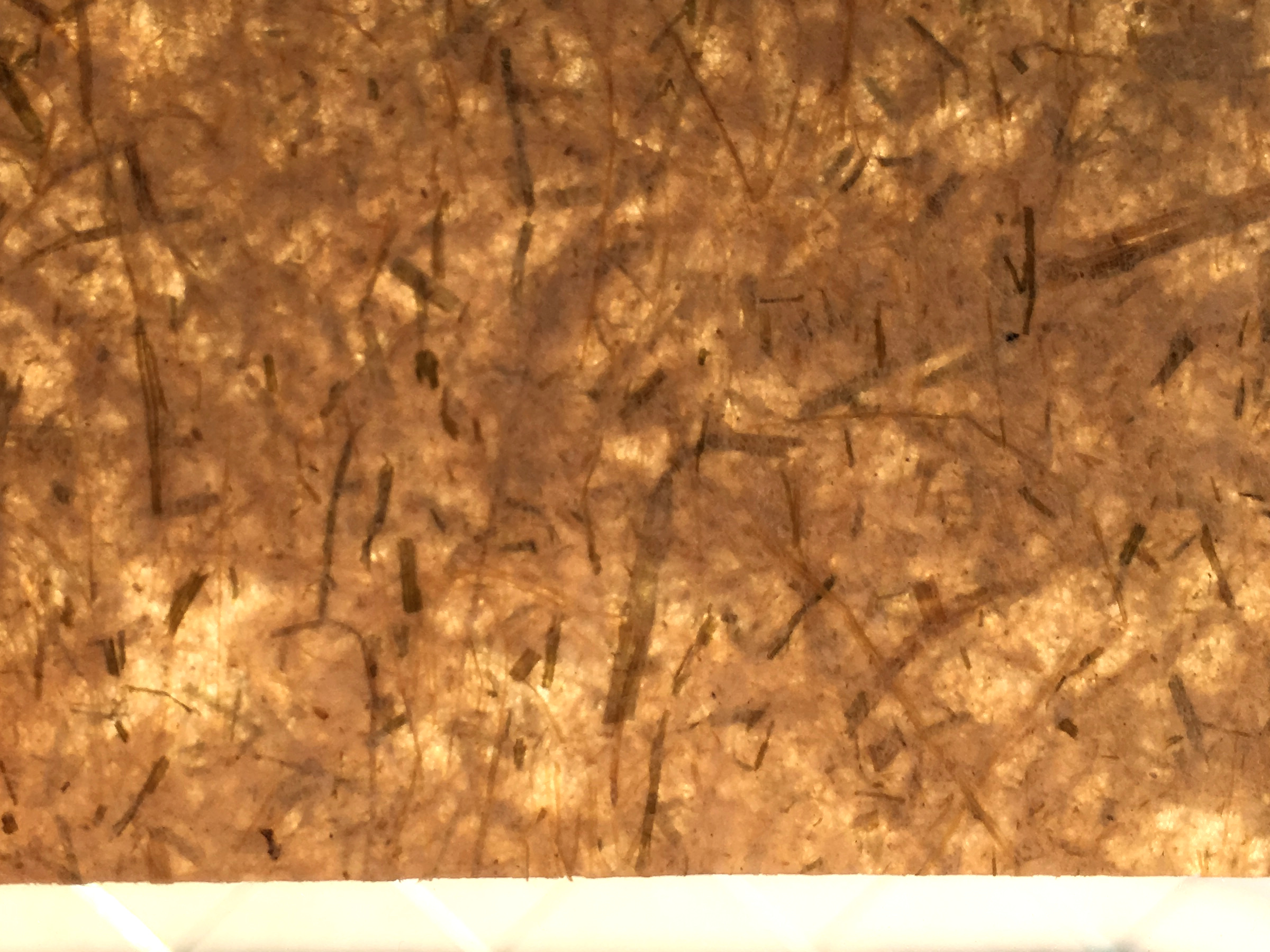
Грубий конопляний папір
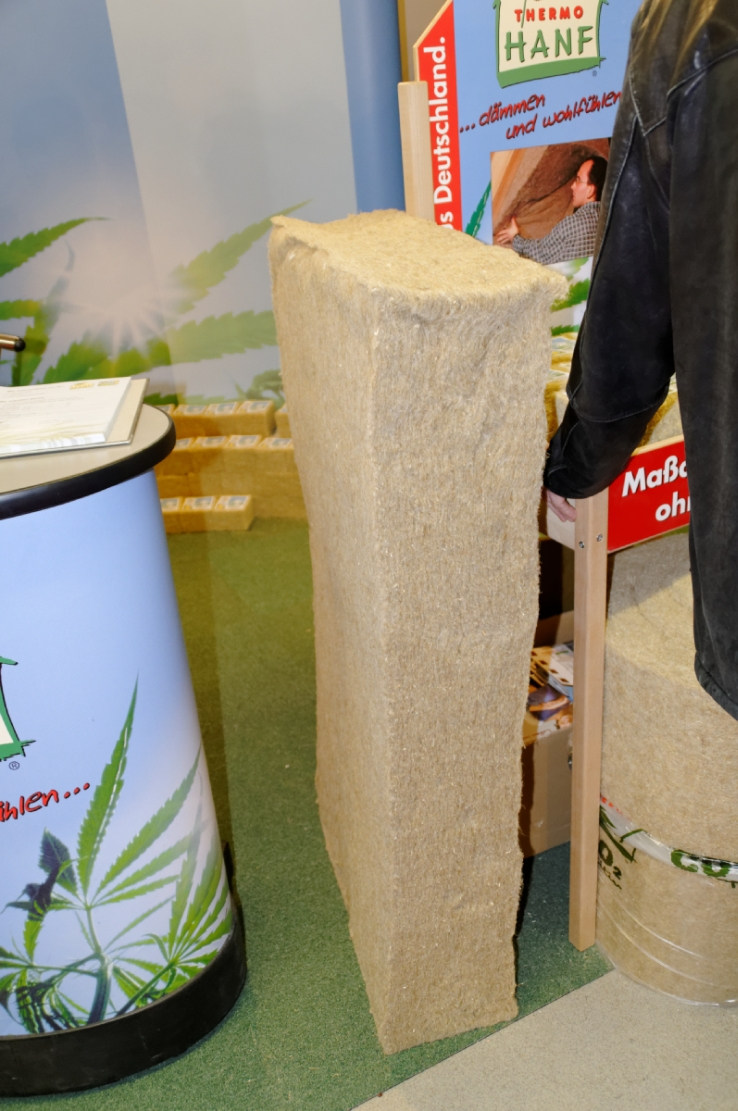
Утеплювальний матеріал з конопляних волокон
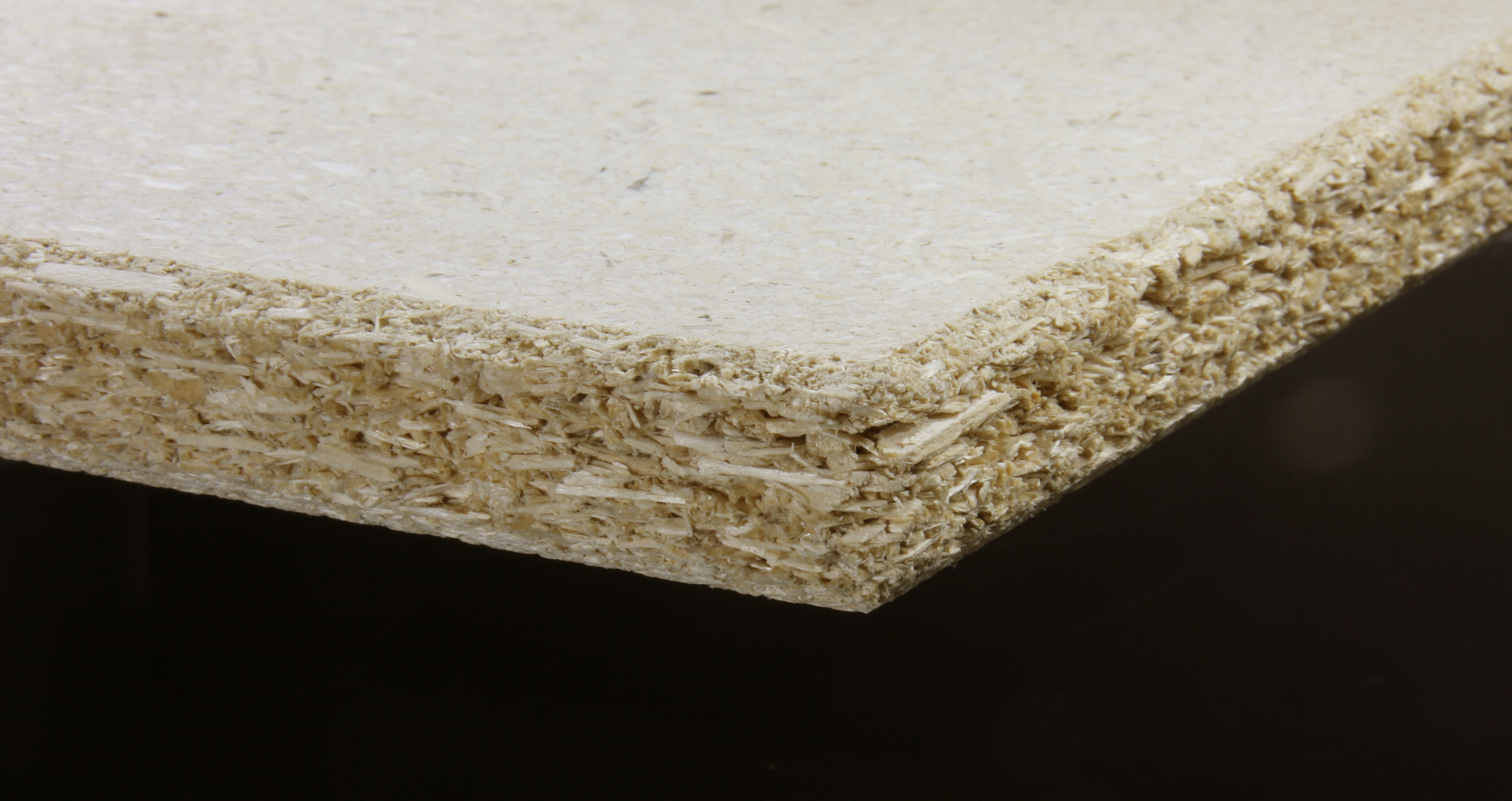
Композитний лист з наповнювачем з конопляних волокон та соломи
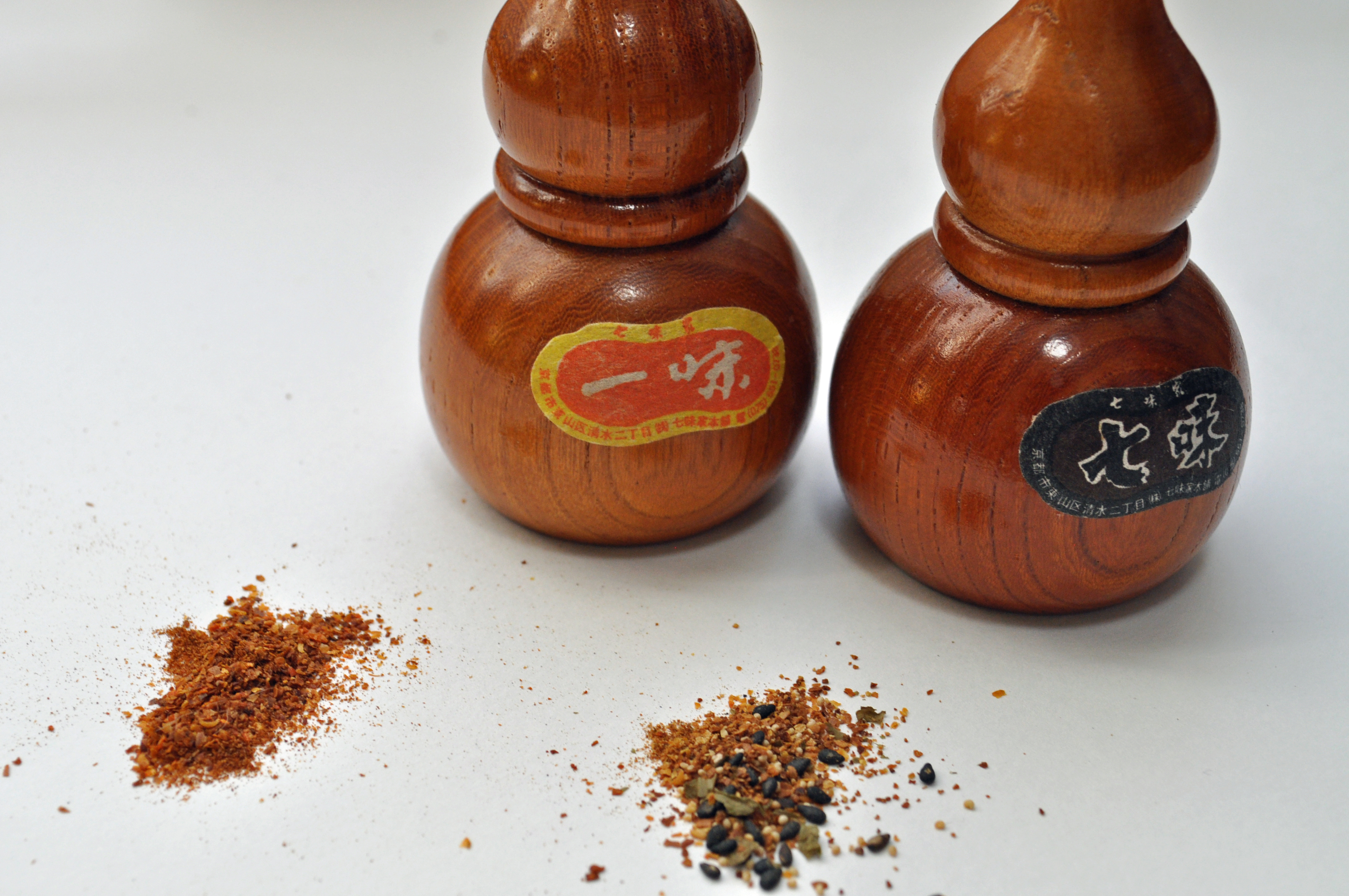
Насіння конопель входять до складу сітімі тоґарасі
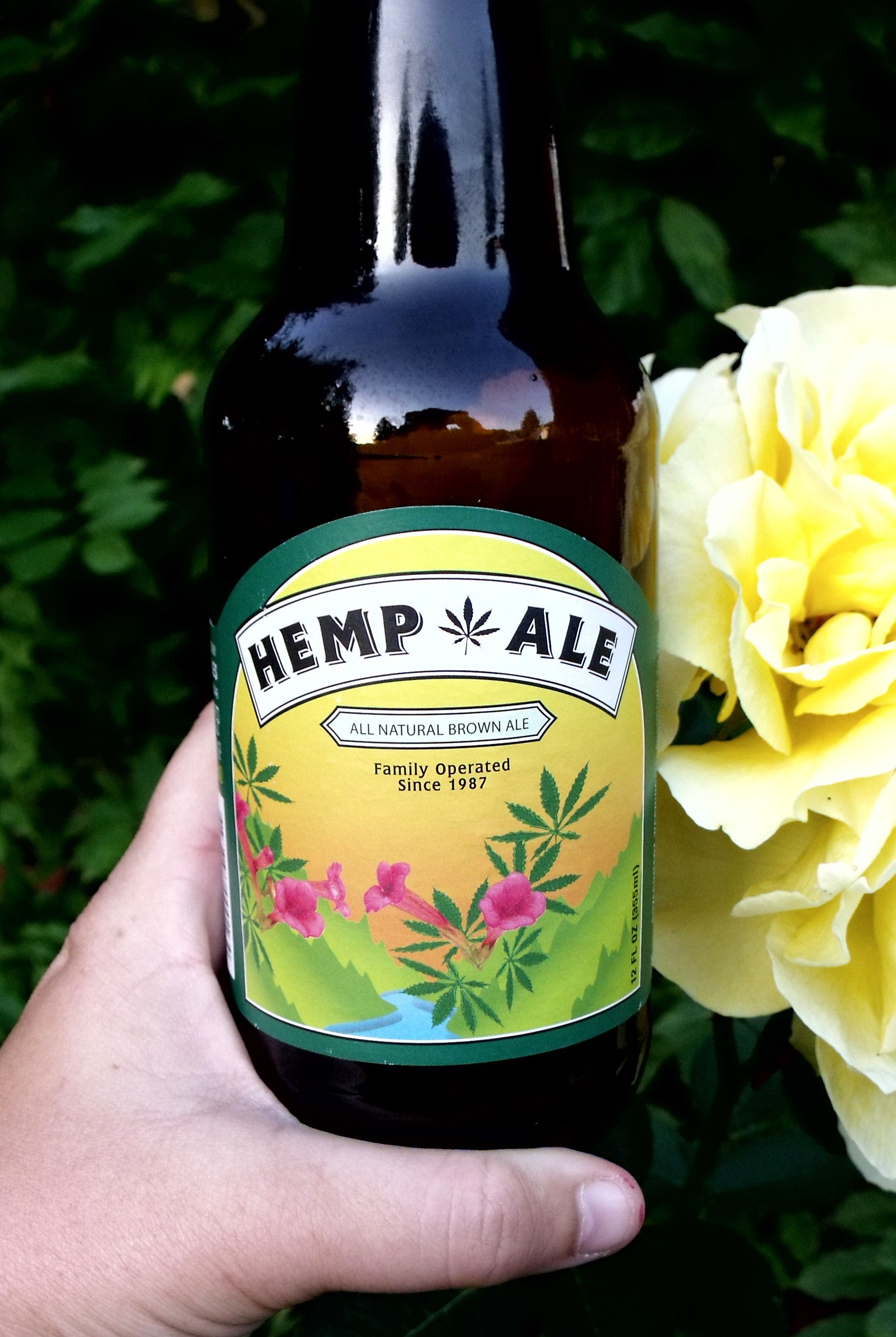
Ель із конопель
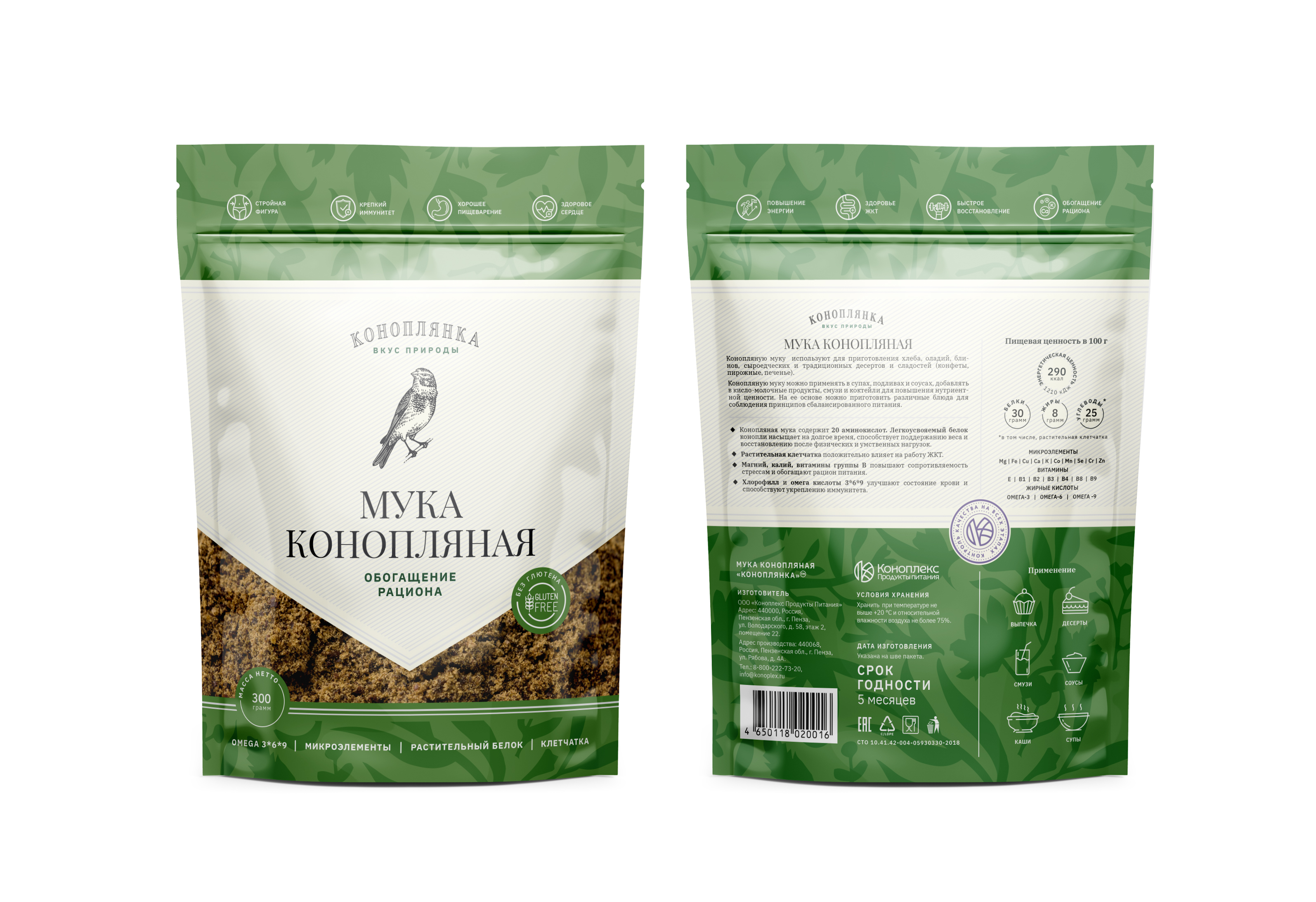
Конопляне борошно
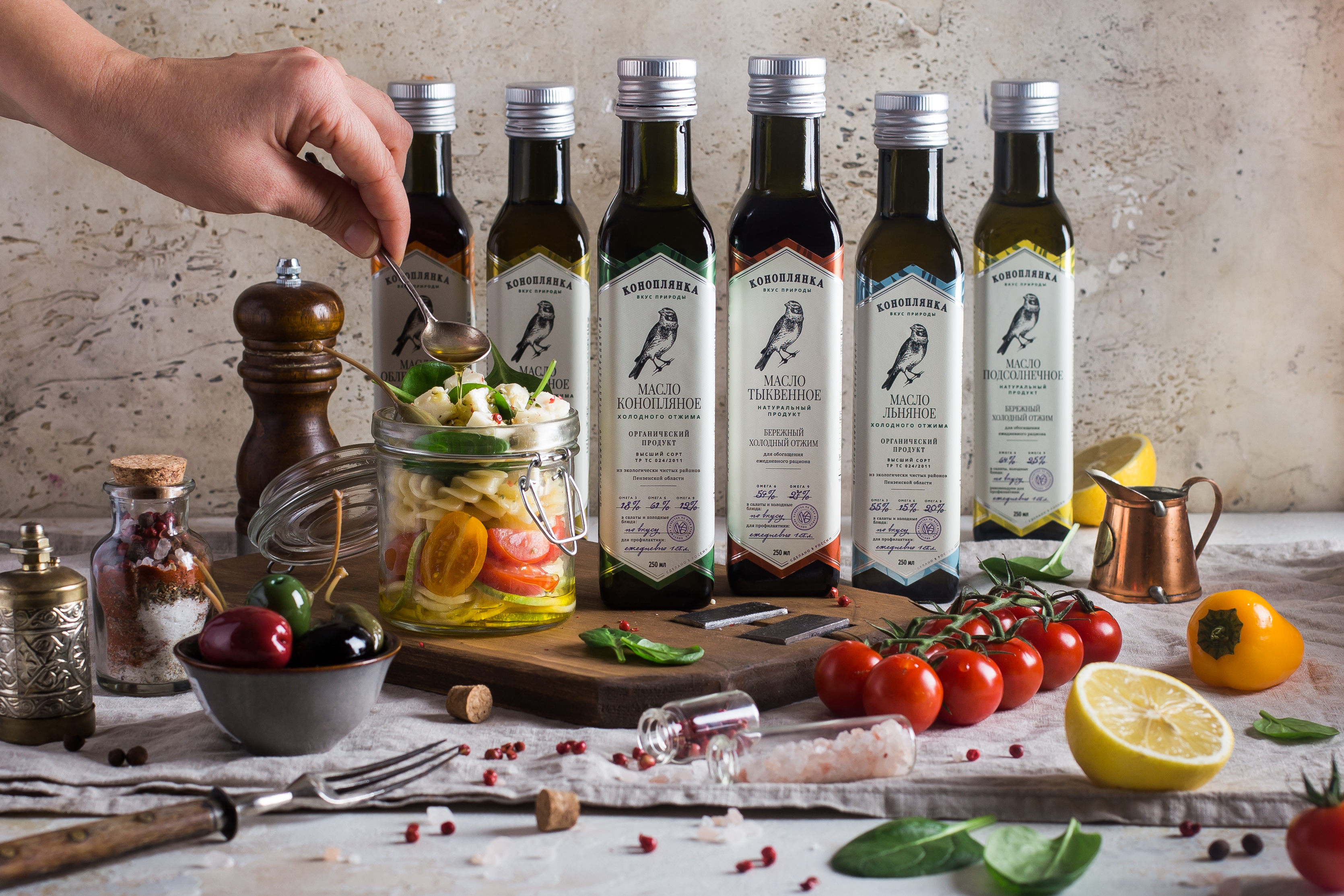
Конопляна олія